# Gunilla Kvarnström
Eva Gunilla Kvarnström, född 16 januari 1946 i Lundby församling i Göteborg, är en svensk konstnär och barnboksillustratör.
Gunilla Kvarnström är dotter till arkitekten, professor Lennart Kvarnström och förskolläraren, konstnären Ingegärd, ogift Wahlström, samt yngre syster till Lena Kvarnström och dotterdotter till konstnären Filip Wahlström. Efter avlagd normalskolekompetens 1964 och studier vid Gerlesborgsskolan 1964–1966 samt Anders Beckmans skola blev hon illustratör 1966 och har verkat på frilansbasis sedan 1969.
Hon blev styrelseledamot i Föreningen Svenska Tecknare 1982 och redaktionsmedlem i tidningen Tecknaren 1983. Hon bedrev bild- och ordverkstad tillsammans med författaren Stig Ericson i en skola i Fagersta 1982–1983. Gunilla Kvarnström deltog i samlingsutställningen Kvinnlig erotisk konst 1987.
Hon har illustrerat böcker av Dan Höjer, Ulf Sindt, Hans Peterson, Karin Levander, Görel Kristina Näslund, Cecilia Hagen, Susin Lindblom, Nina Matthis, Hans-Eric Hellberg med flera. 
Gunilla Kvarnström var 1983–1987 sambo med konstnären Carl Johan De Geer (född 1938), son till diplomaten Louis De Geer och Ulrika, ogift Wallberg.

## Priser och utmärkelser
- 2002 – Rabén & Sjögrens tecknarstipendium
- 2009 – Knut V. Pettersson-stipendiet